# Thalamita integra
Thalamita integra är en kräftdjursart som beskrevs av James Dwight Dana 1852. Thalamita integra ingår i släktet Thalamita och familjen simkrabbor. Inga underarter finns listade i Catalogue of Life.